# Renato Brunetta
Renato Brunetta, né le 26 mai 1950 à Venise, est un homme politique italien. 
De 2008 à 2011, il est ministre de la Fonction publique et de l'Innovation dans le quatrième gouvernement de Silvio Berlusconi, puis ministre pour l'Administration publique de 2021 à 2022 dans le gouvernement de Mario Draghi.

## Biographie
Diplômé en sciences politiques, Renato Brunetta est professeur en sciences économiques (Université de Teramo). Ancien membre du Parti socialiste italien, il est devenu un théoricien du néo-libéralisme, il est député européen de 1999 à 2008, élu sur les listes de Forza Italia et inscrit au groupe du Parti populaire européen, où il assure les fonctions de vice-président de la commission pour l'Industrie, la Recherche et l'Énergie. C'est aussi l'ancien responsable du programme de Forza Italia.
Il est élu député lors des élections de 2008 et réélu en 2013. Le 19 mars 2013, il est élu président du groupe PdL (devenu FI) à la Chambre des députés. Mariastella Gelmini le remplace à la tête du groupe le 27 mars 2018.
En février 2021, il devient ministre pour l'Administration publique dans le gouvernement Draghi.